# ميخائيل نيل
ميخائيل نيل (بالإنجليزية: Michael Neill)‏ (4 يوليو 1994 بسيدني في أستراليا - ) هو لاعب كرة قدم أسترالي في مركز الدفاع. لعب مع سنترال كوست مارينرز.

## وصلات خارجية
- ميخائيل نيل على موقع قاعدة بيانات كرة القدم.إي يو (الإنجليزية)
- ميخائيل نيل على موقع Soccerway.com (الإنجليزية)